# Barbara Schmitt
Barbara Schmitt ist eine deutsche Rechtsanwältin und Professorin an der Fakultät Wirtschaft und Recht der TH Aschaffenburg mit den Fachgebieten Rechtsfragen digitaler Geschäftsmodelle, Compliance Management Systeme, Bankrecht, Recht des Zahlungsverkehrs und Bankaufsichtsrecht.

## Werdegang
Barbara Schmitt studierte von 1991 bis 1996 Rechtswissenschaften und Betriebswirtschaftslehre an der Georg-August-Universität Göttingen und der Université de Genève. Von 1997 bis 1998 war sie Stipendiatin des DFG-Graduiertenkollegs der Universität Freiburg zum Thema "Internationalisierung des Privatrechts". 1998 wurde sie bei Uwe Blaurock an der Albert-Ludwigs-Universität Freiburg im Breisgau mit der Arbeit „Grenzüberschreitende Überweisungen - Europäische Vorgaben und ihre Umsetzung im deutschen und englischen Recht“ promoviert. 1998 bis 2001 war sie Referendarin am Hanseatischen Oberlandesgericht Hamburg. Im Anschluss war sie von 2001 bis 2005 als Rechtsanwältin bei Menold & Aulinger Rechtsanwälte bzw. der Luther Menold Rechtsanwaltsgesellschaft mbH (heute LUTHER Rechtsanwaltsgesellschaft mbH) in Frankfurt/Main tätig.
Seit 2017 ist sie Inhaberin der Professur für Bürgerliches Recht und Gesellschaftsrecht an der TH Aschaffenburg. Zugleich ist sie Gesellschafterin und Head of Legal, Tax & Compliance bei der Management Services Helwig Schmitt GmbH, einem weltweit führenden Anbieter von Marktanalysen und Entwicklung und Optimierung von Vertriebsnetzen für die internationale Automobilindustrie.
Barbara Schmitt ist Mitglied des Rates für Digitalethik des Landes Hessen.

## Schriften
Barbara Schmitt: Grenzüberschreitende Überweisungen : europäische Vorgaben und die Schwierigkeiten ihrer Umsetzung im deutschen und englischen Recht. Nomos, Baden-Baden 1999, ISBN 978-3-7890-6278-0